# عبيد الله بن أبان بن معاوية
عبيد الله بن أبان بن معاوية بن هشام بن عبد الملك بن مروان بن الحكم بن أبي العاص الأموي القرشي (120 هـ - 163 هـ / 738م - 780م) أمير أموي من أحفاد الخليفة هشام بن عبد الملك ولد في خلافة جده ونشأ في دمشق، وكان مع أبيه في قتال جيش بني العباس في دمشق عام 132 هـ وقُتِل فيها أبوه وأفلت هو وهرب إلى الأندلس ولحق بعمه عبد الرحمن الداخل بن معاوية، ثم انه حاول الانقلاب على عمه الداخل والإستيلاء على الحكم في الأندلس فعلم به عمه وقتله، وله عقب بالأندلس.
قال أحمد المقري التلمساني: «كان الداخل لما استقر سلطانه في الأندلس، أرسل في طلب أهل بيته من بني مروان، حتى يشاهدوا ما أنعم الله تعالى عليه، وتظهر يده عليهم، فوفد عليه من بني هشام بن عبد الملك أخوه الوليد بن معاوية وابنه المغيرة ووفد عليه ايضاً ابن عمه عبد السلام بن يزيد بن هشام، وفي سنة 163 هـ قتل عبد الرحمن الداخل ابن عمه عبد السلام بن يزيد بن هشام وقتل معه عبيد الله بن أبان بن معاوية بن هشام وكانا تحت تدبير يبرمانه في طلب الأمر، فوشى بهما مولى لعبيد الله بن أبان».

## نسبه
- هو: عبيد الله بن أبان بن معاوية بن هشام بن عبد الملك بن مروان بن الحكم بن أبي العاص بن أمية بن عبد شمس بن عبد مناف بن قصي بن كلاب الأموي العبشمي القرشي الكناني.[3]